# Roger Chastel
Roger Chastel (París, 25 de marzo de 1897 - Saint-Germain-en-Laye, 12 de julio de 1981) es un pintor francés de la Escuela de París cuya obra está en el límite de la no figuración o arte abstracto.
Estudió en el Lycée Janson de Sailly de París. 
- Datos: Q3438809